# Mémé (Cameroun)
Pour les articles homonymes, voir Mémé.
Ne doit pas être confondu avec Meme.
Mémé est une localité du Cameroun située dans la région de l'Extrême-Nord, le département du Mayo-Sava et l'arrondissement de Mora, à proximité de la frontière avec le Nigeria.
Éducation :un cetic et un lycée d'enseignement secondaire générale bilingue

## Histoire
Le 19 février 2016, la petite ville, qui avait déjà accueilli des réfugiés en provenance du Nigeria au cours des derniers mois, est touchée par un attentat-suicide qui fait de nombreuses victimes, 24 morts et 112 blessés.

## Économie
Le marché de Mémé se tient chaque vendredi.